# Florilegium von Qumran
Das Florilegium von Qumran (Siglum 4Q174, 4QFlor) ist eine veraltete Bezeichnung für ein Textfragment, das zu den Schriftrollen vom Toten Meer gehört und dort zu den besonders schlecht erhaltenen Texten in Höhle 4Q. Es befindet sich heute im Rockefeller Museum in Jerusalem. Der Name wurde von John Marco Allegro 1956 geprägt, der von einem „Florilegium biblischer Abschnitte mit Kommentaren, die aus den Büchern Exodus, 2. Samuel, Jesaja, Amos, den Psalmen und Daniel gezogen wurden“ schrieb.
Annette Steudel konnte mit der Methode der materiellen Rekonstruktion zeigen, dass das Florilegium von Qumran mit dem früher als Catena A (4Q177) bezeichneten Werk zusammengehört: Fragmente zweier (paläographisch) verschiedener Handschriften, die aber Kopien des gleichen literarischen Werks darstellen. Beide Fragmente werden jetzt in der Forschung als Midrasch zur Eschatologie (4QMidrEschata bzw. 4QMidrEschatb) bezeichnet. Für mehrere andere Textfragmente wird diskutiert, ob sie auch zu Kopien dieses Werk gehörten:
| Bezeichnung alt       | Sigel alt | Sigel neu     |
| --------------------- | --------- | ------------- |
| Unclassified fragment | 4Q178     | 4QMidrEschatc |
| Catena B              | 4Q182     | 4QMidrEschatd |
| Unclassified fragment | 4Q183     | 4QMidrEschate |

Die neue Bezeichnung Midrasch zur Eschatologie sollte nicht zu dem Missverständnis führen, es handle sich um einen Midrasch, wie er in der späteren rabbinischen Literatur als Form der Bibelauslegung bekannt ist. Vielmehr wählte Steudel diesen Namen, weil er in dem Werk selbst vorkommt (Bedeutung etwa: „Darlegung“). Aus inhaltlichen Gründen – keine Anspielungen auf Römer – ist die Entstehung des Werks etwa in den Zeitraum 71–63 v. Chr. zu datieren.
Der Midrasch zur Eschatologie hat drei Hauptteile:
1. Deutung des Mosesegens (Dtn 33);
2. Kommentar zur Heilsverheißung für die davidische Dynastie (2 Sam 7,14);
3. Eschatologische Auslegung von Texten der Hebräischen Bibel, hauptsächlich Psalmzitaten.

Er enthält die Erwartung, dass ein künftiger Herrscher aus der Davidsdynastie gemeinsam mit einem wohl priesterlichen „Erforscher der Tora“, hebräisch דורש התורה dôrēš ha-tôrāh, auftreten werde. Der Verfasser betont, dass Nichtjuden keinen Zugang zum endzeitlichen Heiligtum haben werden; in der Forschung wird diskutiert, wie sich dieses endzeitliche Heiligtum zum realen Jerusalemer Tempel verhält, der zur Abfassungszeit ja noch bestand.